# Łubnice (województwo łódzkie)
Łubnice – wieś (dawniej miasto) w Polsce położona w województwie łódzkim, w powiecie wieruszowskim, w gminie Łubnice. Siedziba władz gminnych.
Łubnice uzyskały lokację miejską w 1440 roku, zdegradowane przed 1500 rokiem. Wieś duchowna, własność klasztoru cysterek w Ołoboku położona była w końcu XVI wieku w ziemi wieluńskiej należącej do województwa sieradzkiego.

## Historia
Miejscowość historycznie należy do ziemi wieluńskiej i istnieje co najmniej od XIII wieku. Pierwotnie związana była z Wielkopolską oraz ze Śląskiem. Pierwsza wzmianka pojawiła się w dokumencie zapisanym po łacinie w 1234, w którym Klemens, kasztelan ryczyński, dał Iwonowi, bratu Ubysława, wieś Mirawę oraz 50 grzywien za Łubnice. Wieś odnotowano w nim jako „Lubnica, Lubnie, Lubnitz, Lubinicz" .
Wieś została odnotowana w historycznych dokumentach prawnych i podatkowych. W 1239 księżna opolska Wiola oraz jej syn Mieszko II Otyły zezwolili ówczesnemu właścicielowi Łubnic, kasztelanowi krakowskiemu Klemensowi, na lokację miasta na prawie średzkim. 1238 księżna Wiola pozwoliła kasztelanowi Klemensowi urządzić w Łubnicach targ na tym prawie. W 1245 miejscowość przynależała do kasztelanii kaliskiej. Tego roku Wierzbięta i Racława, brat i wdowa po Klemensie, zrzekli się m.in. Łubnic na rzecz klasztoru cysterek w Ołoboku, który kontynuował starania lokacyjne, czego dowodem jest skrót kontraktu zawartego z sołtysem Konradem w sprawie założenia miasta. W 1253 Przemysł I i Bolesław Pobożny nadali m.in. Łubnicom szeroki immunitet ekonomiczny i sądowy oraz zatwierdzili wolny targ. Potwierdzili oni także miejscowości średzkie prawa miejskie oraz zatwierdzili powierzenie lokacji Konradowi, któremu klasztor przyznał 6 lat wolnizny, trzeci denar oraz szóstą część dziesięciny. O niepowodzeniu lokacji zadecydowała prawdopodobnie konkurencja sąsiedniego, książęcego miasta Bolesławca, założonego przez Bolesława Pobożnego przed 1266 i uprzywilejowanego przez władcę .
W 1266 Bolesław Pobożny przeniósł targ z soboty na środę ze względu na interesy Bolesławca. W 1273 sołtys Konrad z Łubnic nadał klasztorowi w Ołoboku 3 łany wolne wraz z przynależnym do nich 1 wiardunkiem srebra. W 1338 wymieniony został imiennie sołtys wsi Mikołaj .
12 czerwca 1397 koło łubnickiego młyna miał miejsce układ zawarty na zjeździe książąt śląskich w Łubnicy (dzisiejszych Łubnicach), podpisany osobiście przez króla Władysława Jagiełłę, a traktujący o współpracy przy zwalczaniu rozbójnictwa przygranicznego. W 1511 leżała w powiecie wieluńskim i miała 6 łanów. W 1518 liczyła 16 łany. W 1552 we wsi gospodarowało 20 kmieci, a 1,5 łana należało do miejscowego karczmarza, 5 łanów miał sołtys. Resztę sołectwa obrócono na folwark. We wsi stał wówczas młyn. W 1553 miejscowość liczyła 8 łanów. W 1520 do plebana należały 2 łany. We wsi byli także młynarze oraz zagrodnicy .
Podczas wojny trzydziestoletniej w Łubnicach znalazła schronienie Maria Cunitz, wybitna śląska astronom. Tu powstało jej dzieło Urania propitia. Po II rozbiorze Rzeczypospolitej klasztor został rozwiązany przez władze pruskie. W 1815 wieś weszła w skład Królestwa Kongresowego.
W 1827 w Łubnicach było 80 domostw z 901 mieszkańcami. Pod koniec XIX wieku Łubnice liczyły 147 domostw z 1155 mieszkańcami (wieś) i 5 domów z 44 mieszkańcami (folwark). W miejscowości istniała wtedy szkoła jednoklasowa, gorzelnia, cegielnia i kopalnia torfu.
Do 1953 roku Łubnice były siedzibą gminy Dzietrzkowice. W latach 1954–1972 wieś należała i była siedzibą władz gromady Łubnice, po gminy Łubnice. W latach 1975–1998 miejscowość administracyjnie należała do województwa kaliskiego.
W roku 2011 Łubnice zamieszkiwało 1118 osób.

## Zabytki
Do najważniejszych zabytków należy kościół Wniebowzięcia Najświętszej Maryi Panny z XIV wieku. Od XVI do przynajmniej XIX wieku kościół był jedynie kościołem filialnym. Kościół wraz z wyposażeniem wpisany jest do rejestru zabytków prowadzonego przez Wojewódzki Urząd Ochrony Zabytków w Łodzi.

## Współczesność
Na terenie Łubnic działa Orkiestra Dęta.